# Copa de España de rally
La Copa de España de Rally fue una competición de rally organizada por la RFEDA que se disputó en España entre 1984 y 1992 independiente del Campeonato de España de Rally. La mayoría de las pruebas que formaron parte del mismo era habituales del certamen de asfalto que se salieron de este durante varias ediciones para ser puntuables para la copa. Esta competición simplificó el reglamento de la Copa Nacional de Rallyes creada el año anterior.
Posteriormente se organizó una Copa para pilotos dentro del campeonato de España en la temporada 2012 y en 2021 se creó la Copa de España de Rallyes de Asfalto.

## Pruebas
- Rally Isla de Tenerife (1984-1985, 1987-1989)
- Rally Gibralfaro (1984)
- Rally Ciudad de Santa Cruz (1984)
- Rally de Ourense (1984-1985, 1987-1988)
- Rally Rías Baixas (1984-1992)
- Rally San Froilán (1984, 1989-1991)
- Rally Los Peñucas-I Rally Ciudad de Santander (1984-1988)
- Rally Valeo (1984)
- Rally Costa de Almería (1984-1990)
- Rally Villa de Madrid (1985)
- Rally Ciudad de León (1985-1986)
- Rally 2000 Virajes (1985-1989)
- Critérium Aguas de Viladrau (1985-1986)
- Rally Villa de Gijón (1986-1987, 1991-1992)
- Rally San Agustín (1987, 1989-1992)
- Rally de Osona (1987-1988)
- Rally Isla de Gran Canaria (1988-1989, 1991)
- Rally Cales de Palafruguell (1988, 1991-1992)
- Rally de Maspalomas (1988-1989)
- Rally Ciudad de Cristal / Rally de La Coruña (1989, 1991-1992)
- Rally de La Cerámica (1989-1991)

### Evolución del calendario
| Año  | TEN | GIB | SAN | OUR | RBX | FRO | CAN | VAL | ALM    | MAD | LEO | VIR | VIL | GIJ | AGU | OSO | CAN | PAL | MAS | COR | CER | Total |
| ---- | --- | --- | --- | --- | --- | --- | --- | --- | ------ | --- | --- | --- | --- | --- | --- | --- | --- | --- | --- | --- | --- | ----- |
| 1984 |     |     |     |     |     |     |     |     | ALM 84 |     |     |     |     |     |     |     |     |     |     |     |     | 12    |
| 1985 |     |     |     |     |     |     |     |     | ALM 85 |     |     |     |     |     |     |     |     |     |     |     |     | 9     |
| 1986 |     |     |     |     |     |     |     |     | ALM 86 |     |     |     |     |     |     |     |     |     |     |     |     | 7     |
| 1987 |     |     |     |     |     |     |     |     | ALM 87 |     |     |     |     |     |     |     |     |     |     |     |     | 9     |
| 1988 |     |     |     |     |     |     |     |     | ALM 88 |     |     |     |     |     |     |     |     |     |     |     |     | 9     |
| 1989 |     |     |     |     |     |     |     |     | ALM 89 |     |     |     |     |     |     |     |     |     |     |     |     | 9     |
| 1990 |     |     |     |     |     |     |     |     | ALM 90 |     |     |     |     |     |     |     |     |     |     |     |     | 4     |
| 1991 |     |     |     |     |     |     |     |     |        |     |     |     |     |     |     |     |     |     |     |     |     | 8     |
| 1992 |     |     |     |     |     |     |     |     |        |     |     |     |     |     |     |     |     |     |     |     |     | 5     |

## Palmarés

### Copa Nacional de Rallyes
| Año  | Campeón D1-D2 | Campeón D3 | Campeón D4    | Campeón D5 | Campeón D6      |
| ---- | ------------- | ---------- | ------------- | ---------- | --------------- |
| 1983 | Juan Collín   | José Arque | Borja Moratal | E. Otero   | Vicente Cabanes |

### Copa de España de Rallyes
| Año  | Piloto                 | Copiloto                   |
| ---- | ---------------------- | -------------------------- |
| 1984 | Gerard de la Casa      | Andru Ribolleda            |
| 1985 | Carlos Alonso Lamberti | Víctor Rodríguez Fernández |
| 1986 | Jesús Puras            | Ignacio Arrarte            |
| 1987 | Fernando Brizuela      | Mario Saguillo             |
| 1988 | José Luis Rivero       | Juan J. Cruz               |
| 1989 | Daniel Alonso          | Salvador Belzunces         |
| 1990 | Francesc Ambudio       | Estrella Castrillón        |
| 1991 | Daniel Alonso          | Salvador Belzunces         |
| 1992 | Antonio Garrido        | Juan C. Arias              |

| Año  | Piloto               |
| ---- | -------------------- |
| 1984 | Julia Escribano      |
| 1985 | E. Otero             |
| 1987 | Juan Carlos Otamendi |
| 1988 | José Luis Rivero     |

| Año  | Piloto                |
| ---- | --------------------- |
| 1984 | Ramón García González |
| 1985 | J. Luis Toril         |
| 1986 | J. R. Miguel          |
| 1987 | José Alsina           |
| 1988 | Francesc Ambudio      |
| 1989 | Daniel Alonso         |
| 1991 | Antonio Garrido       |
| 1992 | Antonio Garrido       |

### Copa de España de pilotos
| Año  | Piloto      | Copiloto       |
| ---- | ----------- | -------------- |
| 2012 | Joan Vinyes | Jordi Mercader |

## Estadísticas

### Copa de España de Rallyes
- Récords período 1984-1992.

| #  | Piloto                          | Victorias                       |
| -- | ------------------------------- | ------------------------------- |
| 1. | Carlos Alonso-Lamberti          | 10                              |
| 2. | Daniel Alonso                   | 9                               |
| 3. | José María Ponce                | 7                               |
| 4. | Marc Etchebers                  | 6                               |
| 5. | Germán Castrillón               | 4                               |
| 6. | Jesús Puras                     | 3                               |
| 6. | Medardo Pérez                   | 3                               |
| 7. | Beny Fernández                  | 2                               |
| 7. | Fernando Brizuela               | 2                               |
| 7. | Rafael Martorell                | 2                               |
| 7. | Francesc Ambudio                | 2                               |
| 8. | Más 25 pilotos con una victoria | Más 25 pilotos con una victoria |

| #  | Piloto                                   | Total |
| -- | ---------------------------------------- | ----- |
| 1. | Marc Etchebers                           | 15    |
| 1. | Carlos Alonso-Lamberti                   | 15    |
| 2. | José María Ponce                         | 11    |
| 3. | Daniel Alonso                            | 10    |
| 4. | Francesc Ambudio                         | 7     |
| 5. | Jesús Puras                              | 6     |
| 5. | José Mora                                | 6     |
| 5. | Germán Castrillón                        | 6     |
| 6. | Fernando Brizuela                        | 5     |
| 6. | José Luis Rivero                         | 5     |
| 6. | Alberto Hevia Granda                     | 5     |
|    | Más 25 pilotos con cuatro podios o menos |       |

| #   | Piloto                                  | Total |
| --- | --------------------------------------- | ----- |
| 1.  | Marc Etchebers                          | 22    |
| 2.  | Carlos Alonso-Lamberti                  | 21    |
| 3.  | José María Ponce                        | 15    |
| 3.  | Francisco Cima                          | 15    |
| 4.  | José Luis Rivero                        | 13    |
| 5.  | Germán Castrillón                       | 12    |
| 5.  | Francesc Ambudio                        | 12    |
| 5.  | Antonio Ponce                           | 12    |
| 6.  | Antonio Garrido                         | 11    |
| 6.  | Daniel Alonso                           | 11    |
| 6.  | Fernando Brizuela                       | 11    |
| 6.  | Bernardo Cardín                         | 11    |
| 6.  | Carlos Piñeiro                          | 11    |
| 7.  | Arturo Rial                             | 8     |
| 7.  | Jesús Puras                             | 8     |
| 7.  | José Mora                               | 8     |
| 7.  | Urbano Villanueva                       | 8     |
| 8.  | Medardo Pérez                           | 7     |
| 8.  | Josep Alsina                            | 7     |
| 9.  | Enric Xargay                            | 6     |
| 9.  | Vicente Cabanes Catalá                  | 6     |
| 10. | Antonio Hidalgo                         | 5     |
| 10. | Tomás Gimeno                            | 5     |
| 10. | Alberto Hevia Granda                    | 5     |
| 10. | Josep Frigola                           | 5     |
|     | Más diez pilotos con menos de 5 rallyes |       |